# Балат, Фатих (Истанбул)
Балат (тур. Balat) градска је четврт у истанбулском дистрикту Фатих, у европском делу града. Налази се на обали Златног рога. Један је од најстаријих и најспектакуларнијих квартова Истанбулa. Основали су га у 15. веку Јевреји који су због инквизиције протерани из Шпаније. Балат је познат по старим шареним кућама у низу. Иако не у пуном сјају, овај кварт данас представља једну од незаобилазних истанбулских туристичких атракција. Његове шарене зграде и архитектуру заштитио је Унеско 1985. године, а привлачне су и филмским екипама, па су искоришћене као сценографија у многим турским серијама.

## Историја
Истанбулску четврт Балат основали су у 15. веку сефардски Јевреји који су, бежећи од инквизиције, емигрирали из Шпаније. Тадашњи турски султан Бајазит II Праведни их је прихватио и чак по њих послао брод који их је из Шпаније довезао до Истанбула. То је један од разлога што је уз султаново име додат надимак „Праведни”, а овај период његове владавине запамћен у историју као период мира.
Јевреји из Балата чинили су највећу сефардску заједницу у Истанбулу (тадашњем Константинопољу). Оно што је овој четврти давало посебну чар била је чињеница да се налази одмах поред Фенера (тур. Fener), још једне старе и лепе четврти у којој су за време Османлија живели имућни Грци и Јевреји. Они становници Балата који би успели да зараде довољно новца исељавали су се у популарније и богатије квартове града, какав је био Галата (данас Каракој). Исељавање Јевреја из Балата интензивирало се после пропасти Османског царства, а по завшетку Другог светског рата и преостало јеверјско становништво одселило се у новоосновану државу Израел. Иако се често назива „јеврејска четврт”, у Балату су заправо живеле бројне етничке групе, између осталих грчка, бугарска и јерменска, о чему сведоче цркве које се у овом кварту налазе. По одласку Јевреја њихове куће населило је локално становништво, па данас у овој четврти углавном живе Турци.

## Знаменитости Балата
Некада се на простор Балата налазило 18 синагога, од којих су до данас сачуване и активне само две - Ахрида и Јанбол (тур. Yanbol Sinagogu). Ахриду су подигли македонски Јевреји из Охрида (грч. Αχρίδα — Охрид), а Јанбол сефардски Јеврејии из бугарског града Јамбола. Могуће их је посетити уз претходну најаву рабину. Синагога Ахрида једна је од најстаријих синагога некадашњег Цариграда. Датира још из 15. века и од тада представља дом свих јеврејских заједница које живе у Истанбулу. Сматра се једном од најстаријих активних синагога у овом турском граду.
На обали Златног рога, на месту где четврт Фенер залази у суседни Балат, налази се Бугарска црква Светог Стефана или Гвоздена црква. Јединствена је по томе што је у потпуности изграђена од префабрикованог гвожђа допремљеног Дунавом из Беча, а затим реконструисана у Балату. Црква је потпуно рестаурирана 2018. године.
Џамија Селим Јавуз (тур. Yavuz Selim Camii) препознатљив је симбол града који се види са било ког видиковца. Налази на брду изнад Златног рога. Њу је подигао султан Сулејман Величанствени у част свог оца Селима I. Унутрашњост џамије није превише раскошна, али је екстеријер спектакуларан, јер се одатле пружа поглед на цео град.
У Балату се налази и зграда некада чувене фабрике дувана Цибали, која је успешно пословала крајем 19. века. Данас се у овом реновираном простору налази Универзитет Кадир Хас, а цео комплекс познат је под именом Музеј Резан Хас (тур. Rezan Has Müzesi).
У непосредној близини Балата, у суседном Фенеру, налази се и црква Светог Ђорђа, седиште Цариградске патријаршије. Цариградска патријаршија за многе вернике представља центар свих православних цркава широм света. Унутрашњост цркве је богато украшена, са прелепим златним иконостасом који приказује детаље из Христовог живота, али и остале хришћанске мученике и свеце. Најзначајнија реликвија у цркви је стуб црне боје, за који се верује да је стуб на ком је Исус шибан пре распећа на Голготи.
Такође у Фенеру, на врху брда које се ослања на Балат, налази се и Велика народна школа, односно Грчка православна школа Фанар. Због своје црвене фасаде међу локалним становништвом позната је и као Црвена школа или Црвени замак. Становници Фенера, познати као Фанариоти, неколико векова су били интелектуална и економска елита како грчког народа, тако и целог Османског царства. Њихов утицај је кулминирао у 18. веку, а касније је делимично опао, под посредним утицајем рата за грчко национално ослобођење, иако се Фанариоти у њега нису мешали, оставши лојални Империји. Кључни фактор у друштвеном успеху Фанариота било је њихово образовање, коме су придавали велики значај. Убрзо после освајања Цариграда 1453. године, млади султан Мехмед Освајач је успоставио сарадњу са православним свештенством, па је већ 1454. године основана Велика народна школа и у којој се следећих неколико векова школовала интелектуална елита грчког народа и османског царства. За Грке је она била Оксфорд или Кембриџ. Крајем 19. века на доминантној локацији у Фенеру, на врху брда, саграђена је ова нова школска зграда која доминира широм околином.

## Балат данас
Карактеристика Балата су разнобојне зграде специфичног стила. Многе од њих су напуштене, али се обнављају. Први утисак је да овом четврти доминирају боје. Иако су многе зграде и даље прилично оронуле, ипак заједно са оним реновиранимa, са фасадам обојеним различитим бојама, овој четврти дају посебан дух. Вековна културна и верска разноликост створила је богат мозаик јединствене архитектуре, споменика, боја, традиције и кухиње. Управо се у Балату најбоље може осетити дух старог Истанбула. У целом кварту налазе се бројни кафићи, ресторани, бутици, сувенирнице и антикварнице. Зидове красе бројни шарени мурали, а посебну драж атмосфери Балата даје рубље које се суши на конопцима разапетим испод прозора и између зграда.
Крај је брдовит а поједине улице стрме, па се с врха неких од њих може видети и обала Златног рога. Једна од најпознатијих је улица Мердевенли јекесе (тур. Merdivenli — мердевине), главна стамбена улица у којој се ред ред живописних кућа окречених пастелним бојама, са занимљивим оградама и двориштима. Још једна од познатијих је и улица Водна, која се налази у центру четврти. У њој се налази велики број антикварница, малих уметничких радњи, локалних радњица, бутика, кафића и пекара са традиционалним пецивима.

## Галерија слика — на улицама Балата
- Кафићи у Балату
- Зграда локалне радио станице
- Улице Балата